# Filmografija Orsona Wellesa

## Filmografija

### Kao redatelj
| Godina | Film                      | Bilješke               |
| ------ | ------------------------- | ---------------------- |
| 1934.  | Hearts of Age             | kratki film            |
| 1941.  | Građanin Kane             |                        |
| 1942.  | Veličanstveni Ambersonovi |                        |
| 1946.  | Stranac                   |                        |
| 1947.  | Dama iz Šangaja           |                        |
| 1948.  | Macbeth                   |                        |
| 1952.  | Othello                   |                        |
| 1955.  | G. Arkadin                |                        |
| 1958.  | Dodir zla                 |                        |
| 1958.  | Fontana mladosti          | pilot TV serije        |
| 1962.  | Proces                    |                        |
| 1965.  | Ponoćna zvona             |                        |
| 1968.  | Besmrtna priča            | TV film                |
| 1974.  | F for Fake                | dokumentarac/esej film |

### Kao glumac
| Godina  | Film                                     | Uloga                               | Redatelj                                      | Bilješke               |
| ------- | ---------------------------------------- | ----------------------------------- | --------------------------------------------- | ---------------------- |
| 1934.   | Hearts of Age                            | Smrt                                | Orson Welles, William Vance                   |                        |
| 1940.   | Švicarska obitelj Robinson Robinson      | Pripovjedač                         | Edward Ludwig                                 | nepotpisan             |
| 1941.   | Građanin Kane                            | Charles Foster Kane                 | Orson Welles                                  |                        |
| 1942.   | Veličanstveni Ambersonovi                | Pripovjedač                         | Orson Welles                                  |                        |
| 1943.   | Putovanje u strah                        | Pukovnik Haki                       | Norman Foster                                 |                        |
| 1944.   | Follow the Boys                          | On sam                              | Edward Sutherland                             |                        |
| 1944.   | Jane Eyre                                | Edward Rochester                    | Robert Stevenson                              |                        |
| 1946.   | Dvoboj na suncu                          | Pripovjedač                         | King Vidor                                    |                        |
| 1946.   | Sutra je zauvijek                        | John MacDonald, Erich Kessler       | Irving Pichel                                 |                        |
| 1946.   | Stranac                                  | Franz Kindler, Prof. Charles Rankin | Orson Welles                                  |                        |
| 1947.   | Dama iz Šangaja                          | Michael O'Hara                      | Orson Welles                                  |                        |
| 1948.   | Macbeth                                  | Macbeth                             | Orson Welles                                  |                        |
| 1949.   | Crna magija                              | Cagliostro                          | Gregory Ratoff                                |                        |
| 1949.   | Prince of Foxes                          | Cesare Borgia                       | Henry King                                    |                        |
| 1950.   | Crna ruža                                | Bayan                               | Henry Hathaway                                |                        |
| 1950.   | Treći čovjek                             | Harry Lime                          | Carol Reed                                    |                        |
| 1951.   | Return to Glennascaul                    | Pripovjedač                         | Hilton Edwards                                |                        |
| 1951.   | Le Petit Monde de Don Camillo            | Pripovjedač                         | Julien Duvivier                               | Samo engleska verzija. |
| 1952.   | Othello                                  | Othello                             | Orson Welles                                  |                        |
| 1952.   | Trent's Last Case                        | Sigsbee Manderson                   | Herbert Wilcox                                |                        |
| 1953.   | L'Uomo, la bestia e la virtù             | Captain Perella, the Beast          | Steno                                         |                        |
| 1953.   | Si Versailles M'Etait Conté              | Benjamin Franklin                   | Sacha Guitry                                  |                        |
| 1954.   | Trouble in the Glen                      | Sanin Cejadory Mengues              | Herbert Wilcox                                |                        |
| 1955.   | Tri slučaja ubojstva                     | Lord Mountdrago                     | David Eady, George More O'Ferrall, Wendy Toye |                        |
| 1955.,  | Napoleon                                 | Hudson Lowe                         | Sacha Guitry                                  |                        |
| 1955.   | G. Arkadin                               | Gregory Arkadin                     | Orson Welles                                  |                        |
| 1956.   | Moby Dick                                | Otac Mapple                         | John Huston                                   |                        |
| 1957.   | Čovjek u sjeni                           | Virgil Renchler                     | Jack Arnold                                   |                        |
| 1958.   | Dugo, toplo ljeto                        | Will Varner                         | Martin Ritt                                   |                        |
| 1958.   | Dodir zla                                | Policijski kapetan Hank Quinlan     | Orson Welles                                  |                        |
| 1958.   | Vikinzi                                  | Pripovjedač                         | Richard Fleischer                             | nepotpisan             |
| 1958.   | South Seas Adventure                     | Pripovjedač                         | Razni redatelji                               | nepotpisan             |
| 1958.   | The Roots of Heaven                      | Cy Sedgewick                        | John Huston                                   |                        |
| 1959.   | High Journey                             | Pripovjedač                         | Peter Baylis                                  |                        |
| 1959.   | Les Seigneurs de la forêt                | Pripovjedač                         | Henry Brandt, Heinz Sielmann                  | Samo engleska verzija. |
| 1959.   | Prisila                                  | Jonathan Wilk                       | Richard Fleischer                             |                        |
| 1959.   | Trajekt za Hong Kong                     | Kapetan Hart                        | Lewis Gilbert                                 |                        |
| 1960.   | David i Golijat                          | Kralj Saul                          | Ferdinando Baldi, Richard Pottier             |                        |
| 1960.   | Pukotina u zrcalu                        | Hagolin, Lamerciere                 | Richard Fleischer                             |                        |
| 1960.   | Bitka kod Austerlitza                    | Robert Fulton                       | Abel Gance                                    |                        |
| 1961.   | La Fayette                               | Benjamin Franklin                   | Jean Dréville                                 |                        |
| 1961.   | Kralj ktaljeva                           | Pripovjedač                         | Nicholas Ray                                  | nepotpisan             |
| 1961.   | I Tartari                                | Burundai                            | Ferdinando Baldi, Richard Thorpe              |                        |
| 1962.   | Proces                                   | Albert Hastler (Odvjetnik)          | Orson Welles                                  |                        |
| 1962.   | Ro.Go.Pa.G.                              |                                     | Pier Paolo Pasolini                           | Segment La Ricotta.    |
| 1963.   | The V.I.P.s                              | Max Buda                            | Anthony Asquith                               |                        |
| 1964.   | The Finest Hours                         | Pripovjedač                         | Peter Baylis                                  |                        |
| 1965.   | A King's Story                           | Pripovjedač                         | Harry Booth                                   |                        |
| 1965.   | La Fabuleuse aventure de Marco Polo      | Akerman, Markov tutor               | Denys de La Patellière, Raoul Lévy            |                        |
| 1965.   | Ponoćna zvona                            | Sir John (Jack) Falstaff            | Orson Welles                                  |                        |
| 1966.   | Is Paris Burning?                        | Konzul Raoul Nordling               | René Clément                                  |                        |
| 1966.   | Čovjek za sva vremena                    | Kardinal Wolsey                     | Fred Zinnemann                                |                        |
| 1967.   | Le Désordre à vingt ans                  | On sam                              | Jacques Baratier                              |                        |
| 1967.   | Casino Royale                            | Le Chiffre                          | Razni redatelji                               |                        |
| 1967.   | Mornar iz Gibraltara                     | Louis de Mozambique                 | Tony Richardson                               |                        |
| 1967.   | I'll Never Forget What's'isname          | Jonathan Lute                       | Michael Winner                                |                        |
| 1967.   | Kralj Edip                               | Tirezije                            | Philip Saville                                |                        |
| 1968.   | Tepepa                                   | Pukovnik Cascorro                   | Giulio Petroni                                |                        |
| 1968.   | Besmrtna priča                           | G. Charles Clay                     | Orson Welles                                  |                        |
| 1968.   | Around the World of Mike Todd            | Pripovjedač                         | Saul Swimmer                                  |                        |
| 1968.   | Kula od karata                           | Leschenhaut                         | John Guillermin                               |                        |
| 1968.   | Kampf um Rom I                           | Car Justinijan                      | Robert Siodmak                                |                        |
| 1969.   | Kampf um Rom II - Der Verrat             | Justinijan                          | Robert Siodmak                                |                        |
| 1969.   | Južna zvijezda                           | Plankett                            | Sidney Hayers                                 |                        |
| 1969.   | Bitka na Neretvi                         | Četnički senator                    | Veljko Bulajić                                |                        |
| 1969.   | 12 + 1                                   | Markan                              | Nicolas Gessner, Luciano Lucignani            |                        |
| 1970.   | Is It Always Right to Be Right?          | Pripovjedač                         | Lee Mishkin                                   | Kratki animirani film  |
| 1970.   | Konj zvan Nižinski                       | Pripovjedač                         | Jo Durden-Smith                               |                        |
| 1970.   | Kremaljsko pismo                         | Bresnavič                           | John Huston                                   |                        |
| 1970. . | Počnite revoluciju bez mene              | Pripovjedač                         | Bud Yorkin                                    |                        |
| 1970.   | Kvaka 22                                 | General Dreedle                     | Mike Nichols                                  |                        |
| 1970.   | Salvador Dali                            | Pripovjedač                         | Jean-Christophe Averty                        |                        |
| 1970.   | Waterloo                                 | Luj XVIII.                          | Sergej Bondarčuk                              |                        |
| 1971.   | Malpertuis                               | Cassavius                           | Harry Kümel                                   |                        |
| 1971.   | Rijeka slobode                           | Pripovjedač                         | Sam Weiss                                     |                        |
| 1971.   | Sentinels of Silence                     | Pripovjedač                         | Robert Amram                                  |                        |
| 1971.   | A Safe Place                             | Magičar                             | Henry Jaglom                                  |                        |
| 1971.   | Directed by John Ford                    | Pripovjedač                         | Peter Bogdanovich                             |                        |
| 1971.   | Ten Days Wonder                          | Theo Van Horn                       | Claude Chabrol                                |                        |
| 1972.   | Future Shock                             | Narrator                            | Alexander Grasshoff                           |                        |
| 1972.   | Get to Know Your Rabbit                  | G. Delasandro                       | Brian De Palma                                |                        |
| 1972.   | Otok s blagom                            | Long John Silver                    | John Hough                                    |                        |
| 1972.   | Necromancy                               | G. Cato                             | Bert I. Gordon                                |                        |
| 1974.   | Deset malih Indijanaca                   | Glas s vrpce                        | Peter Collinson                               |                        |
| 1974.   | F for Fake                               | On sam                              | Orson Welles                                  |                        |
| 1975.   | Tko je tamo?                             | Pripovjedač                         |                                               |                        |
| 1975.   | Zekoslav Mrkva Superstar                 | Pripovjedač                         | Larry Jackson                                 |                        |
| 1976.   | Putovanje prokletih                      | Estedes                             | Stuart Rosenberg                              |                        |
| 1977.   | Some Call It Greed                       | Pripovjedač                         | Tim Forbes                                    |                        |
| 1977.   | Rime of the Ancient Mariner              | Pripovjedač                         | Larry Jordan                                  |                        |
| 1977.   | Lavovi kapitalizma                       | Pripovjedač                         | Tim Forbes                                    |                        |
| 1977.   | Hot Tomorrows                            | Parklawn Mortuary (glas)            | Tim Forbes                                    |                        |
| 1977.   | The Challenge... A Tribute to Modern Art |                                     | Herbert Kline                                 |                        |
| 1978.   | Mysterious Castles of Clay               | Pripovjedač                         | Alan Root                                     |                        |
| 1978.   | Il Grande attacco                        | Pripovjedač                         | Umberto Lenzi                                 |                        |
| 1979.   | The Late Great Planet Earth              | On sam, pripovjedač                 | Robert Amram, Rolf Forsberg                   |                        |
| 1979.   | The Muppet Movie                         | Lew Lord                            | James Frawley                                 |                        |
| 1979.   | The Double McGuffin                      | Pripovjedač                         | Joe Camp                                      |                        |
| 1980.   | Step Away                                | Pripovjedač                         | Roberto Ponce, Marcos Zurinaga                |                        |
| 1980.   | The Greenstone                           | Pripovjedač                         | Kevin Irvine                                  |                        |
| 1980.   | Tajna Nikole Tesle                       | J.P. Morgan                         | Krsto Papić                                   |                        |
| 1981.   | Potraga za Titanicom                     |                                     | Michael Harris                                |                        |
| 1981.   | Čovjek koji je vidio sutra               | Prezenter, pripovjedač              | Robert Guenette                               |                        |
| 1981.   | History of the World: Part I             | Pripovjedač                         | Mel Brooks                                    |                        |
| 1982.   | Leptir                                   | Sudac Rauch                         | Matt Cimber                                   |                        |
| 1982.   | Genocid                                  | Pripovjedač                         | Arnold Schwartzman                            |                        |
| 1982.   | Slapstick (Of Another Kind)              | Otac izvanzemaljaca (glas)          | Steven Paul                                   |                        |
| 1983.   | Where Is Parsifal?                       | Klingsor                            | Henri Helman                                  |                        |
| 1983.   | Hot Money                                | Šerif Paisley                       | Zale Magder                                   |                        |
| 1984.   | The Road to Bresson                      | On sam                              | Leo De Boer, Jurriën Rood                     |                        |
| 1984.   | The Enchanted Journey                    | Pippo                               | Yakikoto Higuchi                              | Engleska verzija.      |
| 1984.   | In Our Hands                             | On sam                              | Robert Richter, Stanley Warnow                |                        |
| 1985.   | Almonds and Raisins                      | Pripovjedač                         | David Elstein, Russ Karel                     |                        |
| 1985.   | Transformeri                             | Unicron (glas)                      | Nelson Shin                                   |                        |

## Nedovršeni filmovi

### Kao redatelj
| Godina | Film                       | Bilješke  |
| ------ | -------------------------- | --------- |
| 1938.  | Too Much Johnson           | izgubljen |
| 1942.  | It's All True              |           |
| 1968.  | Vienna                     |           |
| 1969.  | Don Quijote                |           |
| 1970.  | The Deep                   |           |
| 1976.  | The Other Side of the Wind |           |

### Kao glumac
| Godina | Film          | Bilješke |
| ------ | ------------- | -------- |
| 1942.  | It's All True |          |
| 1968.  | Vienna        |          |
| 1969.  | Don Quijote   |          |
| 1970.  | The Deep      |          |